# حاجي مراد (مقاطعة دلفان)
حاجي مراد (بالفارسية: حاجی مراد) هي قرية تقع في قسم ميربغ الجنوبي الريفي (مقاطعة دلفان) في إيران. يقدر عدد سكانها بـ 66 نسمة بحسب إحصاء 2016.